# Albert av Schleswig-Holstein-Sönderburg-Augustenborg
Albert av Augustenborg, hertig av Augustenborg, född 26 februari 1869 på Frogmore House, död 27 april 1931 i Berlin, var son till Fredrik Kristian av Augustenburg och Helena av Storbritannien, dotter till Viktoria av Storbritannien.
Vid sin kusin Ernst Gunters död 1921 blev Albert titulär hertig av Schleswig-Holstein och huvudman för såväl släkten Augustenburg som hela Huset Oldenburg.
Albert gifte sig aldrig. Han erkände att han hade en utomäktenskaplig dotter, Valerie Marie, vars mor han aldrig avslöjade; Valerie Marie dog barnlös 1953. 
Släkten Augustenburg, som var en gren av Huset Oldenburg, utslocknade 1931 i och med Alberts död.